# Bateria artylerii nr 41 (XLI)
41 (XLI) Bateria artylerii – polska dwudziałowa  bateria artylerii przeciwdesantowej kalibru 75 mm, ustawiona na północny zachód od portu w Jastarni, Półwyspu Helskiego (od strony zatoki). Wchodziła w skład Dywizjonu Artylerii Nadbrzeżnej, Rejonu Umocnionego Hel.

## Sformowanie i opis baterii
Bateria powstała z uwagi na potrzebę zabezpieczenia podejść do portów Władysławowo, Jastarnia i Hel oraz wzmocnienia artylerii nadbrzeżnej. Biorąc pod uwagę niedostatki finansowe, Kierownictwo Marynarki Wojennej postanowiło wykorzystać posiadane w magazynach zapasy armat kal. 75 mm wz. 1897 na podstawach morskich wz. 1916. Armaty te pochodziły z przezbrojonych oraz wycofanych z eksploatacji okrętów Floty i Flotylli Rzecznej. Zawiązki baterii sformowano pod koniec roku 1938 w ramach etatu pokojowego dywizjonu artylerii nadbrzeżnej. Baterię usytuowano do obrony portu w Jastarni. Armaty zamontowano na drewnianych pomostach w pasie wydm. Stanowiska ogniowe obłożone były workami z piaskiem i przykryte siatkami maskującymi, od strony lądu chroniły ją potykacze z drutu kolczastego. Bateria zajęła stanowiska w miejscu planowanego tradytora artyleryjskiego.  W czerwcu 1939 roku wybudowano punkt obserwacyjny 200 m za główną linią obrony oraz wyznaczono trzy sektory ognia dla armat: dwa po obu brzegach półwyspu, a trzeci przez las przed główną linią obrony. W 41 baterii artylerii przeciwdesantowej na podstawie rozkazu dowódcy Rejonu Umocnionego Hel R.dz. 15  z 17 kwietnia 1939 roku z kadr 2 Morskiego dywizjonu artylerii przeciwlotniczej wyznaczono p.o. dowódcy baterii. W lipcu w baterii szkolono przez 6 tygodni rezerwistów marynarzy, następnych szkolono po powołaniu ich w ramach mobilizacji alarmowej od 24 sierpnia. Szef Kierownictwa Marynarki Wojennej wystąpił 16 maja 1939 r. do Szefa Sztabu Głównego WP o wpisanie utworzonych baterii do tabel mobilizacyjnych, lecz bezskutecznie, wobec tego mobilizacja personelu nastąpiła poza planem mobilizacyjnym „W” z nadwyżek Marynarki Wojennej. W trakcie mobilizacji alarmowej baterię zmobilizowano w grupie zielonej od 23 sierpnia w czasie 36 godzin na podstawie rozkazu Kierownictwa Marynarki Wojennej L.778/Mob./39. Załogę zakwaterowano w Akademickim Ośrodku Morskim w Jastarni. Obsadę baterii nr 41 i nr 42 szkolił ppor. art. Jerzy Dreszer.

## Bateria nr 41 w kampanii wrześniowej
Na temat walk baterii brak informacji poza niżej opisaną walką z okrętami niemieckimi w dniu 25 września.
Wykaz pojedynków baterii 41/XLI z niemieckimi okrętami:
- 25 IX w godz. 10.04 - 10.45 ostrzelała wspólnie z 32. baterią armat kal. 105 mm i 44. baterią armat 75 mm zespół T-196 i zespół trałujący 5. H.S.-Flotille (5 Flotylla Ochrony Portów), zespół trałujący wycofał się pod osłoną zasłony dymnej, bez strat[4].

## Obsada dowódcza
Dowódcy baterii:
- por. rez. art. Wojciech Siemianowski (17 IV - VI 1939)
- ppor. art. Jerzy Jan Dreszer (VI - 23 VIII 1939)
- por. rez. art. Antoni Bogusławski (24 VIII - 2 X 1939)